# Svärdsvaltingssläktet
Svärdsvaltingssläktet (Echinodorus) är ett släkte i växtfamiljen svaltingväxter med 26 arter från Amerika. 
I akvariehandeln kallas släktets arter ofta populärt för svärdsplantor. Namnet kommer av bladens svärdsliknande form. Dessa växter hör till de mest populära växterna inom akvariehobbyn.
I sina naturliga biotoper i Syd- och Centralamerika växer de helt emerst (ovan vatten) eller som sumpväxter på platser med mycket lågt vattenstånd, men i akvarium fungerar de flesta arter bra även i submers odling (alltså helt under vattenytan). De flesta arter i släktet är mycket stora sett i förhållande till de flesta akvariers storlek, och når inte sällan en höjd av 30–50 cm, exklusive rotsystem. En del är emellertid betydligt mindre, till exempel E. tenellus, och sprider sig som en låg "gräsmatta" över botten, och passar därför bra i akvariets förgrund. De större arterna lämpar sig bättre i bakgrunden, eftersom de annars skulle minska insynen i akvariet. Alla arter behöver mycket ljus och näring: i akvarier händer det att bladen blir gula, vilket nästan alltid är ett tecken på järnbrist. Detta kan avhjälpas genom tillförsel av särskilt kelat av järn.

## Odling i akvarium
I akvarier brukar man låta denna sorts plantor växa lite över vattenytan, då de också blommar gärna. Om man inte önskar detta kan man skära av bladen och deras stjälkar, och endast låta unga, mindre blad med kortare bladstjälkar vara kvar.

### Förökning
Arterna är lätta att förmera, men metoden varierar mellan de olika arterna. Från vissa arter växer utlöpare, medan andra utvecklar adventivskott. En del skickar ut skott från rotstocken, medan andra lättast förökas genom delning av rotstocken. Äkta, könlig förökning med hjälp av blommor och frön kan däremot vara vansklig. Alla arter av svärdsvaltingssläktet är blommande växter, men det är inte alla som gärna blommar under de förhållanden man kan erbjuda i akvarier. I det fall det förekommer så växer en blomstjälk upp ovan vattenytan. Vissa arter självpollinerar, medan andra måste korspollineras.

## Arter
I Catalogue of Life listas följande 29 arter sorterat på latinska namn:
- Echinodorus berteroi (Cellofansvalting)
- Echinodorus bracteatus
- Echinodorus cordifolius (Hjärtsvalting)
- Echinodorus cylindricus
- Echinodorus decumbens
- Echinodorus emersus
- Echinodorus floribundus
- Echinodorus gabrielii
- Echinodorus glandulosus
- Echinodorus glaucus
- Echinodorus grandiflorus
- Echinodorus grisebachii (Amazonsvalting)
- Echinodorus heikobleheri
- Echinodorus horizontalis (Vinkelsvalting)
- Echinodorus inpai
- Echinodorus lanceolatus
- Echinodorus longipetalus (Dolksvalting)
- Echinodorus longiscapus
- Echinodorus macrophyllus (Stor hjärtsvalting)
- Echinodorus major
- Echinodorus palifolius
- Echinodorus paniculatus (Svärdsvalting)
- Echinodorus pubescens
- Echinodorus reptilis
- Echinodorus scaber
- Echinodorus subalatus
- Echinodorus trialatus
- Echinodorus tunicatus
- Echinodorus uruguayensis (Kopparsvalting)